# ヘッセンの統治者一覧

ヘッセンの国章

この項目ではドイツの中西部に存在するヘッセン地方の統治者の一覧を記す。ヘッセンの統治者達は伝統的に方伯（Landgraf）の称号を使用した。
ヘッセンはもともとテューリンゲン方伯領の西部を構成していたが、13世紀中葉にブラバント公アンリ2世と妃ゾフィーの息子ハインリヒ1世が独立した領邦という形で相続した。16世紀後半からヘッセン方伯領は複数の方伯領に分裂したが、最も重要な地位を占めたのはヘッセン＝カッセル方伯領とヘッセン＝ダルムシュタット方伯領であった。19世紀初頭、ヘッセン＝カッセルはヘッセン選帝侯領（Kurfürstentum Hessen）へ、ヘッセン＝ダルムシュタットはより上位のヘッセン大公国（後にヘッセン・ウント・バイ・ライン大公国に改称）へとそれぞれ昇格した。前者は1866年にプロイセン王国に併合され、後者は1918年にドイツの君主制廃止に伴って消滅した。

## ヘッセン方伯（1247年 - 1567年）
| 名前                                                                           | 開始   | 終了   | 付記 |
| ------------------------------------------------------------------------------ | ------ | ------ | --- |
| ハインリヒ1世                                                                  | 1247年 | 1308年 | 「ブラバントの子（Kind von Brabant）」と呼ばれた。 |
| オットー1世                                                                    | 1308年 | 1328年 | ハインリヒ1世の上の息子。子供伯（das Kind）と呼ばれた。1308年から1311年まではオーバーヘッセン（マールブルク）のみを統治し、1311年にヘッセンを統合した。 |
| ヨハン                                                                         | 1308年 | 1311年 | ハインリヒ1世の下の息子。ニーダーヘッセン（カッセル）のみを統治した。                                                                                   |
| ハインリヒ2世                                                                  | 1328年 | 1376年 | オットー1世の息子。鉄伯（Der Eiserne）と呼ばれた。 |
| ヘルマン2世                                                                    | 1376年 | 1413年 | ハインリヒ2世の甥。碩学伯（der Gelehrte）と呼ばれた。                                                                                                   |
| ルートヴィヒ1世                                                                | 1413年 | 1458年 | ヘルマン2世の息子。平和伯（der Friedfertige）と呼ばれた。                                                                                               |
| 1458年から1500年まで、ヘッセンはオーバーヘッセンとニーダーヘッセンに分裂した。 |        |        | |

### ニーダーヘッセン（1458年 - 1500年）
| 名前            | 開始   | 終了   | 付記                                                                                      |
| --------------- | ------ | ------ | ----------------------------------------------------------------------------------------- |
| ルートヴィヒ2世 | 1458年 | 1471年 | ルートヴィヒ1世の上の息子。正直伯（der Freimütige）と呼ばれた。                           |
| ヴィルヘルム1世 | 1471年 | 1493年 | ルートヴィヒ2世の上の息子。同名の弟や従弟と区別するため年長伯（der Ältere）と呼ばれた。   |
| ヴィルヘルム2世 | 1493年 | 1509年 | ルートヴィヒ2世の下の息子。同名の兄や従弟と区別するため真中伯（der Mittlere）と呼ばれた。 |

### オーバーヘッセン（1458年 - 1500年）
| 名前                                                                           | 開始   | 終了   | 付記                                                                             |
| ------------------------------------------------------------------------------ | ------ | ------ | -------------------------------------------------------------------------------- |
| ハインリヒ3世                                                                  | 1458年 | 1483年 | ルートヴィヒ1世の下の息子。富裕伯（der Reiche）と呼ばれた。                      |
| ヴィルヘルム3世                                                                | 1483年 | 1500年 | ハインリヒ3世の息子。同名の従兄たちと区別するため若伯（der Jüngere）と呼ばれた。 |
| 1500年にオーバーヘッセン系が断絶し、ニーダーヘッセン系がヘッセンを再統合した。 |        |        |                                                                                  |

### ヘッセン（1500年 - 1567年）
| 名前                                                                                   | 開始   | 終了   | 付記                                                        |
| -------------------------------------------------------------------------------------- | ------ | ------ | ----------------------------------------------------------- |
| ヴィルヘルム2世                                                                        | 1493年 | 1509年 |                                                             |
| フィリップ1世                                                                          | 1509年 | 1567年 | ヴィルヘルム2世の息子。寛大伯（der Großmütige）と呼ばれた。 |
| 1567年にフィリップ1世が死ぬと、ヘッセン方伯領はその4人の息子たちの間で分割相続された。 |        |        |                                                             |

## ヘッセン＝カッセル（1567年 - 1803年）
| 肖像                                                       | 名前            | 開始           | 終了           | 付記 |
| ---------------------------------------------------------- | --------------- | -------------- | -------------- | --- |
|                                                            | ヴィルヘルム4世 | 1567年3月31日  | 1592年8月25日  | フィリップ1世の一番上の息子。賢明伯（der Weise）と呼ばれた。                                                   |
|                                                            | モーリッツ      | 1592年8月25日  | 1627年3月17日  | ヴィルヘルム4世の息子。碩学伯（der Gelehrte）と呼ばれた。                                                      |
|                                                            | ヴィルヘルム5世 | 1627年3月17日  | 1637年9月21日  | モーリッツの息子。不変伯（der Beständige）と呼ばれた。                                                         |
|                                                            | ヴィルヘルム6世 | 1637年9月21日  | 1663年7月16日  | ヴィルヘルム5世の息子。正義伯（der Gerechte）と呼ばれた。                                                      |
|                                                            | ヴィルヘルム7世 | 1663年7月16日  | 1670年11月21日 | ヴィルヘルム6世の上の息子。                                                                                    |
|                                                            | カール          | 1670年11月21日 | 1730年3月23日  | ヴィルヘルム6世の下の息子。                                                                                    |
|                                                            | フリードリヒ1世 | 1730年3月23日  | 1751年3月25日  | カールの上の息子。スウェーデン王（在位1720年 - 1751年）。ヘッセン＝カッセルの統治は弟ヴィルヘルム8世に任せた。 |
|                                                            | ヴィルヘルム8世 | 1751年3月25日  | 1760年2月1日   | カールの下の息子。1730年よりヘッセン＝カッセルの摂政であった。                                                 |
|                                                            | フリードリヒ2世 | 1760年2月1日   | 1785年10月31日 | ヴィルヘルム8世の息子。                                                                                        |
|                                                            | ヴィルヘルム9世 | 1785年10月31日 | 1803年5月15日  | フリードリヒ2世の息子。1803年よりヘッセン選帝侯ヴィルヘルム1世。                                               |
| 1803年、ヘッセン＝カッセル方伯はヘッセン選帝侯に昇格した。 |                 |                |                | |

### ヘッセン＝ローテンブルク（1627年 - 1834年）
1627年、ヘッセン＝カッセル方伯モーリッツの三男ヘルマンが創設した分領である。1834年に最終的に断絶し、本家のヘッセン選帝侯領に回収された。
- ヘルマン4世（在位1627年 - 1658年）
- エルンスト1世（在位1658年 - 1693年）
- ヴィルヘルム1世（在位1693年 - 1725年）
- エルンスト2世レオポルト（在位1725年 - 1749年）
- コンスタンティン（在位1749年 - 1778年）
- カール・エマヌエル（在位1778年 - 1806年）

1806年にヴェストファーレン王国に併合されたが、1813年にヘッセン選帝侯の宗主権下で復活した。
- ヴィクトル・アマデウス（在位1813年 - 1834年）

### ヘッセン＝ヴァンフリート（1632年 - 1755年）
ヘッセン＝カッセル方伯モーリッツの四男フリードリヒが1632年にヘッセン＝エシュヴェーゲ方伯領として創設した分領である。1代で断絶した後、弟のヘッセン＝ラインフェルス＝ローテンブルク方伯エルンスト1世を経てその息子カールに相続されたが、カールはヘッセン＝ヴァンフリート方伯を名乗った。1693年にはヘッセン＝ラインフェルス方伯領をも獲得したが、1755年に断絶し、領土は本家筋にあたるヘッセン＝ローテンブルクが相続した。
- フリードリヒ（在位1632年 - 1655年）
- エルンスト1世（在位1655年 - 1667年）
- カール（在位1676年 - 1711年）
- ヴィルヘルム1世（在位1711年 - 1731年）
- クリスティアン（在位1731年 - 1755年）

### ヘッセン＝ラインフェルス（1632年 - 1755年）
ヘッセン＝カッセル方伯モーリッツの五男エルンスト1世が創設した。1567年の領土分割でフィリップ2世が創設していたため、2度目の創設となった。エルンスト1世が1658年にヘッセン＝ローテンブルクを相続したためローテンブルク方伯領と合邦し、さらに1693年にヴァンフリート方伯領と合邦した。1755年にヴァンフリート方伯領とともにヘッセン＝ローテンブルクに回収された。
- エルンスト1世（在位1627年 - 1693年）

### ヘッセン＝フィリップスタール（1663年 - 1866年）
ヘッセン＝カッセル方伯ヴィルヘルム6世の三男フィリップが創設した。1866年に宗主のヘッセン選帝侯領がプロイセン王国に併合されるに伴い、消滅した。
- フィリップ（在位1663年 - 1721年）
- カール1世（在位1721年 - 1770年）
- ヴィルヘルム（在位1770年 - 1806年）

1806年にヴェストファーレン王国に併合されたが、1813年にヘッセン選帝侯の宗主権下で復活した。
- ルートヴィヒ（在位1813年 - 1816年）
- エルンスト・コンスタンティン（在位1816年 - 1849年）
- カール2世（在位1849年 - 1866年）

### ヘッセン＝フィリップスタール＝バルヒフェルト（1663年 - 1866年）
初代ヘッセン＝フィリップスタール方伯フィリップの下の息子ヴィルヘルムが1721年に創設した。1866年に宗主のヘッセン選帝侯領がプロイセン王国に併合されるに伴い、消滅した。
- ヴィルヘルム（在位1721年 - 1761年）
- アドルフ（在位1761年 - 1803年）
- カール（在位1803年 - 1806年）

1806年にヴェストファーレン王国に併合されたが、1813年にヘッセン選帝侯の宗主権下で復活した。
- カール（在位1813年 - 1854年、復位）
- アレクシス（在位1854年 - 1866年）

## ヘッセン＝マールブルク（1567年 - 1604年）
| 肖像 | 名前            | 開始          | 終了          | 付記                                                                                    |
| --- | --------------- | ------------- | ------------- | --------------------------------------------------------------------------------------- |
| | ルートヴィヒ4世 | 1567年3月31日 | 1604年10月9日 | フィリップ1世の2番目の息子。遺言伯（der Testator）と呼ばれた。子供が無く1代で絶家した。 |
| 断絶後、領土の相続をめぐってヘッセン＝カッセルとヘッセン＝ダルムシュタットが争い、1648年に両者が分割相続した。 |                 |               |               |                                                                                         |

## ヘッセン＝ラインフェルス（1567年 - 1583年）
| 肖像                                                                                           | 名前          | 開始          | 終了           | 付記                                                                                                 |
| ---------------------------------------------------------------------------------------------- | ------------- | ------------- | -------------- | --- |
|                                                                                                | フィリップ2世 | 1567年3月31日 | 1583年11月20日 | フィリップ1世の3番目の息子。父と区別するため若伯（der Jüngere）と呼ばれた。子供が無く1代で絶家した。 |
| 断絶後、ヘッセン＝カッセル、ヘッセン＝マールブルク、ヘッセン＝ダルムシュタットが分割相続した。 |               |               |                | |

## ヘッセン＝ダルムシュタット（1567年 - 1803年）
| 肖像                                                             | 名前                     | 開始           | 終了           | 付記                                                           |
| ---------------------------------------------------------------- | ------------------------ | -------------- | -------------- | -------------------------------------------------------------- |
|                                                                  | ゲオルク1世              | 1567年3月31日  | 1596年2月7日   | フィリップ1世の4番目の息子。敬虔伯（der Fromme）と呼ばれた。   |
|                                                                  | ルートヴィヒ5世          | 1596年2月7日   | 1626年6月27日  | ゲオルク1世の息子。誠実伯（der Getreue）と呼ばれた。           |
|                                                                  | ゲオルク2世              | 1626年6月27日  | 1661年6月11日  | ルートヴィヒ5世の息子。                                        |
|                                                                  | ルートヴィヒ6世          | 1661年6月11日  | 1678年4月24日  | ゲオルク2世の息子。                                            |
|                                                                  | ルートヴィヒ7世          | 1678年4月24日  | 1678年8月31日  | ルートヴィヒ6世の上の息子。                                    |
|                                                                  | エルンスト・ルートヴィヒ | 1678年8月31日  | 1739年9月12日  | ルートヴィヒ6世の下の息子。                                    |
|                                                                  | ルートヴィヒ8世          | 1739年9月12日  | 1768年10月17日 | エルンスト・ルートヴィヒの息子。                               |
|                                                                  | ルートヴィヒ9世          | 1768年10月17日 | 1790年4月6日   | ルートヴィヒ8世の息子。                                        |
|                                                                  | ルートヴィヒ10世         | 1790年4月6日   | 1806年8月13日  | ルートヴィヒ9世の息子。1806年よりヘッセン大公ルートヴィヒ1世。 |
| 1806年、ヘッセン＝ダルムシュタット方伯はヘッセン大公に昇格した。 |                          |                |                |                                                                |

### ヘッセン＝ブッツバッハ（1609年 - 1643年）
ゲオルク1世の次男フィリップ3世が創設した分領だが、1代で断絶した。
- フィリップ3世（在位1609年 - 1643年）

### ヘッセン＝ホンブルク（1622年 - 1866年）
ヘッセン＝ダルムシュタット方伯ゲオルク1世の三男フリードリヒ1世が創設した分領である。1866年に家系が断絶すると本家のヘッセン大公国領に回収されたが、その直後にプロイセン王国が自領に併合した。
- フリードリヒ1世（在位1622年 - 1638年）
- ヴィルヘルム・クリストフ（在位1638年 - 1669年）
- ゲオルク・クリスティアン（在位1669年 - 1671年）

1671年から1673年までは2人の商人の、1673年から1679年までは本家のヘッセン＝ダルムシュタットの抵当権下におかれた。
- フリードリヒ2世（在位1680年 - 1708年）
- フリードリヒ3世（在位1708年 - 1746年）
- フリードリヒ4世（在位1746年 - 1751年）
- フリードリヒ5世（在位1751年 - 1806年）

1806年に本家のヘッセン大公国領に併合されたが、ウィーン会議の決定により1815年に領邦としての地位を回復し、ドイツ連邦に加盟した。
- フリードリヒ5世（在位1815年 - 1820年、復位）
- フリードリヒ6世（在位1820年 - 1829年）
- ルートヴィヒ（在位1829年 - 1839年）
- フィリップ（在位1839年 - 1846年）
- グスタフ（在位1846年 - 1848年）
- フェルディナント（在位1848年 - 1866年）

### ヘッセン＝ブラウバッハ（1625年 - 1651年）
ヘッセン＝ダルムシュタット方伯ルートヴィヒ5世の次男ヨハンが創設した分領だが、1代で断絶した。
- ヨハン（在位1625年 - 1651年）

### ヘッセン＝イッター（1661年 - 1676年）
ヘッセン＝ダルムシュタット方伯ゲオルク2世の次男ゲオルク3世が創設した分領だが、1代で断絶した。
- ゲオルク3世（在位1661年 - 1676年）

## ヘッセン選帝侯（1803年 - 1866年）
| 肖像                                                                         | 名前                          | 開始           | 終了           | 付記                                                                               |
| ---------------------------------------------------------------------------- | ----------------------------- | -------------- | -------------- | ---------------------------------------------------------------------------------- |
|                                                                              | ヴィルヘルム1世               | 1803年5月15日  | 1807年8月28日  | 1803年まではヘッセン＝カッセル方伯ヴィルヘルム9世。廃位。                          |
| 1807年から1813年まで、ヘッセン選帝侯領はヴェストファーレン王国に併合された。 |                               |                |                |                                                                                    |
|                                                                              | ヴィルヘルム1世               | 1813年10月30日 | 1821年2月27日  | 復位。                                                                             |
|                                                                              | ヴィルヘルム2世               | 1821年2月27日  | 1847年11月20日 | ヴィルヘルム1世の息子。1831年より息子フリードリヒ・ヴィルヘルム1世が摂政を務めた。 |
|                                                                              | フリードリヒ・ヴィルヘルム1世 | 1847年11月20日 | 1866年9月20日  | ヴィルヘルム2世の息子。1831年より摂政を務める。廃位。                              |
| 1866年、ヘッセン選帝侯領はプロイセン王国に併合され、最終的に消滅した。       |                               |                |                |                                                                                    |

## ヘッセン大公（1806年 - 1918年）
| 肖像                                                                   | 名前                     | 開始          | 終了          | 付記                                                         |
| ---------------------------------------------------------------------- | ------------------------ | ------------- | ------------- | ------------------------------------------------------------ |
|                                                                        | ルートヴィヒ1世          | 1806年8月14日 | 1830年4月6日  | 1806年まではヘッセン＝ダルムシュタット方伯ルートヴィヒ10世。 |
|                                                                        | ルートヴィヒ2世          | 1830年4月6日  | 1848年6月16日 | ルートヴィヒ1世の息子。                                      |
|                                                                        | ルートヴィヒ3世          | 1848年6月16日 | 1877年6月13日 | ルートヴィヒ2世の息子。                                      |
|                                                                        | ルートヴィヒ4世          | 1877年6月13日 | 1892年3月13日 | ルートヴィヒ3世の甥。                                        |
|                                                                        | エルンスト・ルートヴィヒ | 1892年3月13日 | 1918年11月9日 | ルートヴィヒ4世の息子。退位。                                |
| 1918年、ヘッセン大公国はドイツ革命に伴う君主制の廃止により、消滅した。 |                          |               |               |                                                              |

## 1866年、および1918年以後のヘッセン諸家家長
ヘッセン＝カッセル家
- フリードリヒ・ヴィルヘルム1世（家督1866年 - 1875年）
- フリードリヒ・ヴィルヘルム（2世）（家督1875年 - 1884年） 分家のヘッセン＝ルンペンハイム家より入嗣。
- フリードリヒ・ヴィルヘルム（3世）（家督1884年 - 1888年）
- アレクサンダー・フリードリヒ（家督1888年 - 1925年）
- フリードリヒ・カール（家督1925年 - 1940年） 1918年にフィンランド王に選出されたが、同年に退位。
- フィリップ（家督1940年 - 1980年）
- モーリッツ（家督1980年 - 2013年） 1968年にヘッセン大公家家長を継承し、ヘッセン家家長となる。
- ハインリヒ・ドナトゥス（家督2013年 - ）

ヘッセン＝フィリップスタール家
- カール2世（家督1866年 - 1868年）
- エルンスト（家督1868年 - 1925年）

1925年に断絶し、分家筋のヘッセン＝フィリップスタール＝バルヒフェルト家が家督を継承する。
ヘッセン＝フィリップスタール＝バルヒフェルト家
- アレクシス（家督1866年 - 1905年）
- クロートヴィヒ（家督1905年 - 1954年） 1925年に本家筋のヘッセン＝フィリップスタール家を継承する。
- ヴィルヘルム（家督1954年 - ）

ヘッセン＝ダルムシュタット家
- エルンスト・ルートヴィヒ（家督1918年 - 1937年）
- ゲオルク・ドナトゥス（家督1937年）
- ルートヴィヒ（家督1937年 - 1968年）

1968年に断絶し、家督はヘッセン＝カッセル家に継承された。